# アルカサル (トレド)
アルカサル・デ・トレド（スペイン語: Alcázar de Toledo）は、スペインのカスティーリャ・ラ・マンチャ州の都市トレドにあるアルカサルである。

## 歴史
- 3世紀にローマ帝国の宮殿として建てられた。
- アルフォンソ6世とアルフォンソ10世 によって修復され、1535年に復元された。
- スペイン内戦では包囲戦が行われた。